# Stereo typ
Stereo typ is het zevende  studioalbum van de Poolse zangeres Kayah. Het werd uitgebracht op 22 augustus 2003, en was twee weken lang het best verkochte album in Polen. 
Eind november 2003 waren er 45.000 exemplaren verkocht. In 2004 kreeg het album een nominatie voor de Fryderyk voor beste popalbum en muziekproductie van het jaar.